# Emiliano Vecchio
Emiliano Gabriel Vecchio (Rosario, 16 novembre 1988) è un calciatore argentino, centrocampista del Def. de Belgrano.

## Caratteristiche tecniche
È un trequartista.